# Hymna Spojeného království
Hymna Spojeného království je píseň God Save the King (česky Bože, chraň krále). V případě, že je na britském trůnu královna, píseň se mění na God Save the Queen (česky Bože, chraň královnu).

## Historie hymny
Píseň God Save… byla poprvé provedena v Královském divadle v roce 1745 jako podpora krále Jiřího II., když byla jeho vláda ohrožena jakobitou Karlem Edwardem, který byl široce podporován skotskými kruhy. Píseň byla nadšeně přijata. Brzy Královské divadlo následovala další divadla. Od této chvíle je monarcha, když přijde na představení, vítán právě touto písní. Počátkem 19. století se stala národní hymnou. Autor slov je neznámý. Není též jisté, kdy píseň vznikla, snad dokonce v 17. století. Autor je neznámý jako možný autor je občas uváděn Henry Carey, podle výzkumu Percy Scholese se to však zdá nepravděpodobné. Poslední sloka, která má jasně protiskotský akcent, se nehraje.
Během sportovních akcí, kdy je třeba zahrát hymnu některé ze součástí Spojeného království, se použijí jiné písně každé (nemají však uzákoněn oficiální status):
- Wales – Hen Wlad Fy Nhadau,
- Skotsko – Flower of Scotland nebo Scotland the Brave,
- Anglie – God Save the King, Jerusalem, Rule, Britannia! nebo Land of Hope and Glory.
- Severní Irsko – God Save the King nebo Ireland's Call

Melodie God Save the King byla také použita pro jiné písně, vznik některých jiných písní inspirovala, je často rovněž parafrázována.
- provizorní Švédskou hymnu (Bevare Gud vår kung)
- norská královská hymna (nefunguje však jako státní hymna)
- jako neoficiální hymnu ji používalo Německé císařství (Heil dir im Siegerkranz)
- s vlastním textem (Oben am jungen Rhein) ji od roku 1920 používá jako hymnu Lichtenštejnsko
- v letech 1816–1833 byla melodie použita pro ruskou Carskou hymnu
- do roku 1961 melodii pro svou hymnu používalo Švýcarsko (text byl napsán 1811), Heil dir Helvetia
- God Save the King jako svou hymnu používala či používá řada států Commonwealthu, v některých z nich je používána dodnes vedle státní hymny.
- roku 1831 byla melodie použita pro americkou vlasteneckou píseň My Country, 'Tis of Thee (do roku 1931 sloužila jako neoficiální hymna USA)
- inspirovala Josepha Haydna k napsání Rakouské císařské hymny, která s ní jeví určité podobnosti[zdroj⁠?!]
- V roce 1975 nahrála píseň „God save the Queen“ skupina Queen a vyšla na albu A Night at the Opera.
- Anglická punková skupina Sex Pistols nahrála píseň God Save the Queen, která je považována za jednu z nejznámějších punkových písní vůbec.

## Text a překlad
| God save the King God save our gracious King, Long live our noble King, God save the King! Send his victorious, Happy and glorious, Long to reign over us; God save the King! O Lord our God arise, Scatter his enemies Make wars to cease! Keep us from plague and dearth, Turn thou our woes to mirth, And over all the Earth, Let there be peace! Thy choicest gifts in store, On him be pleased to pour; Long may he reign; May he defend our laws, And ever give us cause, To sing with heart and voice, God save the King! Not in this land alone, But be God's mercies known, From shore to shore! Lord make the nations see, That men should brothers be, And form one family, The wide world over. From every latent foe, From the assassins blow, God save the King! O'er her thine arm extend, For Britain's sake defend, Our mother, prince, and friend, God save the King! Lord grant that Marshal Wade May by thy mighty aid Victory bring. May he sedition hush, And like a torrent rush, Rebellious Scots to crush. God save the King! | Bože, chraň Krále Bože, chraň našeho milostivého Krále, Dlouhý život našemu vznešenému Králi, Bože, chraň Krále! Obdař ho vítězstvím, Šťastným a slavným, Dlouhým panováním nám; Bože, chraň Krále! Ó Pane, náš Bože, povstaň, Rozpraš jeho nepřátele Udělejte konec válek! Chraň nás před morem a drahou, Proměň naše trápení v veselí, A po celé Zemi, Ať je mír! Tvé nejvybranější dary Na něj radostně syp; Nechť dlouze vládne; Nechť brání naše zákony, A vždy nám dej důvod Zpívat srdci a hlasem, Bože, chraň krále! Nejenom v zemi této, Ale Boží milost buď známa, Od pobřeží k pobřeží! Pane, učiň ať národy vidí, že muži bratry by měli být, A z jediné jen rodiny, Přes celý širý svět. Od každého skrytého nepřítele, I od vrahů úderu, Bože, chraň Krále! Nad ním své rámě rozprostři, Pro blaho Británie chraň, Naši matku, prince a přítele, Bože, chraň Krále! Pane, dej ať maršál Wade s tvou mocnou pomocí nám přinese vítězství. Dejž aby vzpouru utišil, a poté bystře přispěchal Rebely Skoty rozdrtit. Bože, chraň Krále! |

V současné době se hymna zkracuje pouze na první a třetí sloku.